# Дом здравља „Др Милорад Влајковић” Барајево
Дом здравља „Др Милорад Влајковић” је здравствени центар у Београду, који се налази на територији градске општине Барајево.

## Опште информације
Садашњи објекат здравственог центра „Др Милорад Влајковић” грађена је од 1976. до 1978. године када је и отворена, а налази се у општини Барајево на адреси Светосавска 91. У оквиру ове установе раде: Служба опште медицине са патронажом, Служба за здравствену заштиту жена, Служба за здравствену заштиту деце и омладине, Служба за стоматолошку здравствену заштиту, Дијагностичка служба у чијем саставу је и кабинет за радиолошку дијагностику и кабинет за ултразвучну дијагностику.
У оквиру овог здравственог центра постоје и Служба хитне медицинске помоћи и Лабораторија, а од 1986. године и Центар за хемодијализу са 9 дијализних места. Консултативно специјалистичке службе (интерно, служба физикалне медицине и рехабилитације и неуропсихијатрија) организоване су кроз интернистичке амбуланте.
У саставу дома здравља у Барајеву налазе се следеће здравствене станице : ЗС Борак, ЗС Бељина и ЗС Вранић.